# Moisés Naím
Moisés Naím (Trípoli, 1952) és un analista de l'economia i la política internacionals. Actualment, és assessor de l'àrea d'economia internacional d'un dels think tanks més influents del món, el Carnegie Endowment for International Peace de Washington DC. Els seus articles d'opinió es publiquen en alguns dels principals diaris de referència a Europa, Amèrica Llatina i Estats Units. Va ser director de la revista Foreign Policy durant 14 anys (fins a l'any 2010), i va rebre el Premi Ortega y Gasset de Periodisme l'any 2011. La revista britànica Prospect el va seleccionar com un dels pensadors més rellevants del món l'any 2013. En el sector públic, Naím va ser ministre d'Indústria i Comerç de Veneçuela a començaments dels anys noranta, director del Banc Central de Veneçuela i Director Executiu del Banc Mundial. És autor de més de 10 llibres sobre la política i l'economia internacionals, dels quals Ilícito: cómo traficantes, contrabandistas y piratas están cambiando el mundo (Debate, 2006) va ser traduït a 18 idiomes i seleccionat com un dels millors llibres de l'any pel Washington Post.